# Puiggròs
Puiggròs (spanisch Puig-Gros) ist eine katalanische Gemeinde in der Provinz Lleida im Nordosten Spaniens mit 258 Einwohnern (Stand: 2024). Sie ist Teil der Comarca Garrigues.

## Geographische Lage
Puiggròs liegt etwa 25 Kilometer ostsüdöstlich von Lleida in einer Höhe von 335 m. 

## Bevölkerungsentwicklung
| Jahr      | 1970 | 1981 | 1991 | 2001 | 2011 | 2021 |
| Einwohner | 514  | 398  | 387  | 351  | 325  | 292  |

## Sehenswürdigkeiten

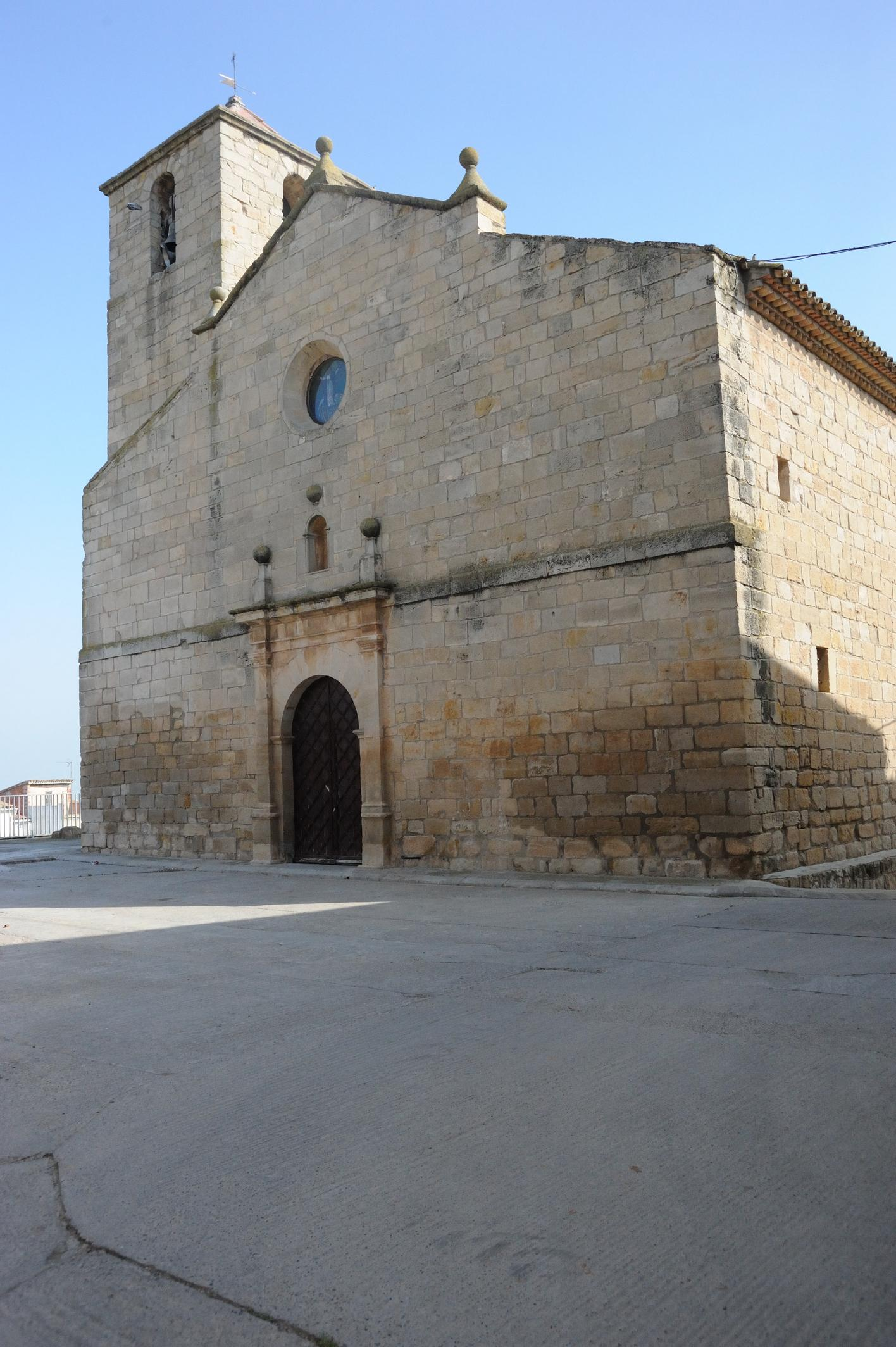
Kirche Mariä Himmelfahrt

- Kirche Mariä Himmelfahrt